# Boniewo (województwo kujawsko-pomorskie)
Boniewo (1943-1945 Boningen) – wieś w Polsce położona w województwie kujawsko-pomorskim, w powiecie włocławskim, w gminie Boniewo.
Miejscowość jest siedzibą gminy Boniewo. We wsi znajduje się stacja kolei wąskotorowej. Według Narodowego Spisu Powszechnego (III 2011 r.) liczyła 491 mieszkańców. Jest największą miejscowością gminy Boniewo.
W latach 1954–1972 wieś należała i była siedzibą władz gromady Boniewo. W latach 1975–1998 miejscowość administracyjnie należała do województwa włocławskiego. Od 1 stycznia 2003 roku częścią wsi Boniewo stała się ówczesna wieś Kolonia Boniewska.